# Lista katastrof lotniczych z ofiarami śmiertelnymi z udziałem głów państw i szefów rządów
Lista obejmuje katastrofy lotnicze z ofiarami śmiertelnymi z udziałem głów państw i szefów rządów lub ich odpowiedników w innych ustrojach.
| Państwo                      | Data                 | Opis |
| ---------------------------- | -------------------- | --- |
| Szwecja                      | 9 grudnia 1936       | katastrofa lotnicza premiera Szwecji Arvida Lindmana w Londynie – w trakcie startu w gęstej mgle, samolot Douglas DC-2 uderzył w budynki w pobliżu lotniska; szwedzki premier zginął; |
| Polska                       | 4 lipca 1943         | katastrofa lotnicza premiera Władysława Sikorskiego w Gibraltarze – samolot Consolidated C-87 Liberator Express rozbił się zaraz po starcie i wpadł do morza; polski premier zginął; |
| Filipiny                     | 17 marca 1957        | katastrofa lotnicza samolotu Douglas C-47 Skytrain Filipińskich Sił Powietrznych – zginął prezydent Filipin Ramon Magsaysay |
| Republika Środkowoafrykańska | 29 marca 1959        | katastrofa lotnicza prezydenta Republiki Środkowoafrykańskiej Barthélémiego Bogandy nad Bangi – prezydent RŚA zginął w niewyjaśnionych okolicznościach |
| Irak                         | 13 kwietnia 1966     | katastrofa lotnicza prezydenta Iraku Abd as-Salama Arifa – prezydent Iraku zginął w helikopterze w trakcie gwałtownej burzy |
| Boliwia                      | 27 kwietnia 1969     | katastrofa lotnicza śmigłowca, w której zginął prezydent Boliwii René Barrientos Ortuño |
| Togo                         | 24 stycznia 1974     | katastrofa lotnicza samolotu Douglas C-47 Skytrain sił powietrznych Togo, którą jako jedyny przeżył prezydent Togo Gnassingbé Eyadéma; zginęło kilku wysokich rangą wojskowych |
| Madagaskar                   | 30 lipca 1976        | katastrofa lotnicza śmigłowca, w której zginął premier Madagaskaru Joel Rakotomalala; |
| Jugosławia                   | 18 stycznia 1977     | katastrofa lotnicza premiera Jugosławii Džemala Bijedicia – premier jugosłowiański zginął w górach w Bośni, w okolicach Kreševa; |
| Portugalia                   | 4 grudnia 1980       | katastrofa lotnicza premiera Portugalii Francisca Sa Carneiry – w zamachu zginęli premier i minister obrony Adelino Amaro da Costa, wraz z żonami, szef gabinetu premiera i dwóch pilotów; |
| Ekwador                      | 24 maja 1981         | katastrofa lotnicza prezydenta Ekwadoru Jaime Roldósa Aguilery – prezydent ekwadorski zginął w trakcie lotu w ciężkich warunkach pogodowych w maszynie Beechcraft King Air B200; według książki „Confessions of an Economic Hit Man” Johna Perkinsa zginął na skutek zamachu bombowego przygotowanego przez CIA; |
| Panama                       | 31 lipca 1981        | katastrofa lotnicza przywódcy Panamy Omara Torrijosa Herrery; według książki „Confessions of an Economic Hit Man” Johna Perkinsa zginął w wypadku samolotu na skutek zamachu bombowego przygotowanego przez CIA;                                                                                                 |
| Mozambik                     | 19 października 1986 | katastrofa lotnicza prezydenta Mozambiku Samory Machela w Maputo – w trakcie lądowania w burzy samolot Tu-134 rozbił się; prezydent zginął; |
| Botswana                     | 7 sierpnia 1988      | zestrzelenie samolotu BAe-125 prezydenta Botswany Quetta Masirego przez angolskie myśliwce MiG-23; samolot lądował awaryjnie; |
| Pakistan                     | 17 sierpnia 1988     | katastrofa lotnicza prezydenta Pakistanu Muhammada Zii ul-Haqa w Bahawalpurze – tuż po starcie samolot Lockheed C-130 Hercules uderzył w ziemię; prezydent zginął w okolicznościach wskazujących na zamach; |
| / Rwanda, Burundi            | 6 kwietnia 1994      | katastrofa lotnicza prezydenta Rwandy Juvénala Habyarimany i prezydenta Burundi Cypriena Ntaryamiry w Kigali – samolot Dassault Falcon 50 (9XR-NN) został ostrzelany i strącony; obaj prezydenci zginęli; |
| Macedonia                    | 26 lutego 2004       | katastrofa lotnicza prezydenta Macedonii Borisa Trajkowskiego w Bośni i Hercegowinie – macedoński prezydent zginął w maszynie Beechcraft King Air B200 w trakcie lądowania w ciężkich warunkach pogodowych; |
| Polska                       | 10 kwietnia 2010     | katastrofa polskiego Tu-154 w Smoleńsku – zginęli polski prezydent Lech Kaczyński z żoną oraz wiele ważnych osobistości (96 osób) na pokładzie Tu-154M Lux, w trakcie podchodzenia do lądowania w trudnych warunkach pogodowych.                                                                                 |
| Iran                         | 19 maja 2024         | Wypadek prezydenckiego śmigłowca w Iranie – zginęli prezydent Iranu Ebrahim Ra’isi, minister spraw zagranicznych Hosejn Amir Abdollahijan, i inni. |